# Феодор (духовный писатель XVIII века)
Феодор — некто, писавший в XVIII веке против старообрядцев, не приемлющих священства. Им в 1767 году составлены: «Увещание о еже соблюдати православную веру», «Книга, глаголемая утверждение на противящихся святей церкви и не священных священная говорящих и о прочих ересех», «Собрание от божественных писаний и от священных правил о приятии священного чина, от еретик хиротонисанных, обращающихся к православной вере», «Изъявление и свидетельство от святого писания о литоргии, яко во время нужды и кроме церкви служити несть законопреступно». Встречаются довольно часто в рукописных сборниках.